# Graysville (Ohio)
Graysville es una villa ubicada en el condado de Monroe en el estado estadounidense de Ohio. En el Censo de 2010 tenía una población de 76 habitantes y una densidad poblacional de 29,14 personas por km².

## Geografía
Graysville se encuentra ubicada en las coordenadas 39°39′48″N 81°10′29″O / 39.66333, -81.17472. Según la Oficina del Censo de los Estados Unidos, Graysville tiene una superficie total de 2.61 km², de la cual 2.61 km² corresponden a tierra firme y (0%) 0 km² es agua.

## Demografía
Según el censo de 2010, había 76 personas residiendo en Graysville. La densidad de población era de 29,14 hab./km². De los 76 habitantes, Graysville estaba compuesto por el 89.47% blancos, el 0% eran afroamericanos, el 0% eran amerindios, el 0% eran asiáticos, el 0% eran isleños del Pacífico, el 0% eran de otras razas y el 10.53% pertenecían a dos o más razas. Del total de la población el 0% eran hispanos o latinos de cualquier raza.